# Maritime (região)
Maritime é uma região do Togo. Sua capital é a cidade de Tsévié.

## Prefeituras
- Golfe
- Lacs
- Lomé
- Vo
- Yoto
- Zio